# Safe condition
|  | Denne artikel er oprettet af botten PalnaBot ud fra en ekstern database. Den kan derfor have sproglige fejl eller mangler. Denne skabelon kan fjernes efter kontrol af indholdet. |

Safe condition er en eksperimentalfilm instrueret af Lars Mathisen efter manuskript af Lars Mathisen.

## Handling
Et rastløst billede på tvivl og eftertænksomhed, moral og engagement og tidens (tilsyneladende) endeløse gentagelse. Billedet består af: En ung kvinde, hendes dyne, hendes seng og hendes rum - en mandstemmes insisteren på ikke at glemme, at det naturlige ligger foran os - tonerne af den sisyfosagtige gammel-europæiske kanon, Mester Jakob.